# Vereia

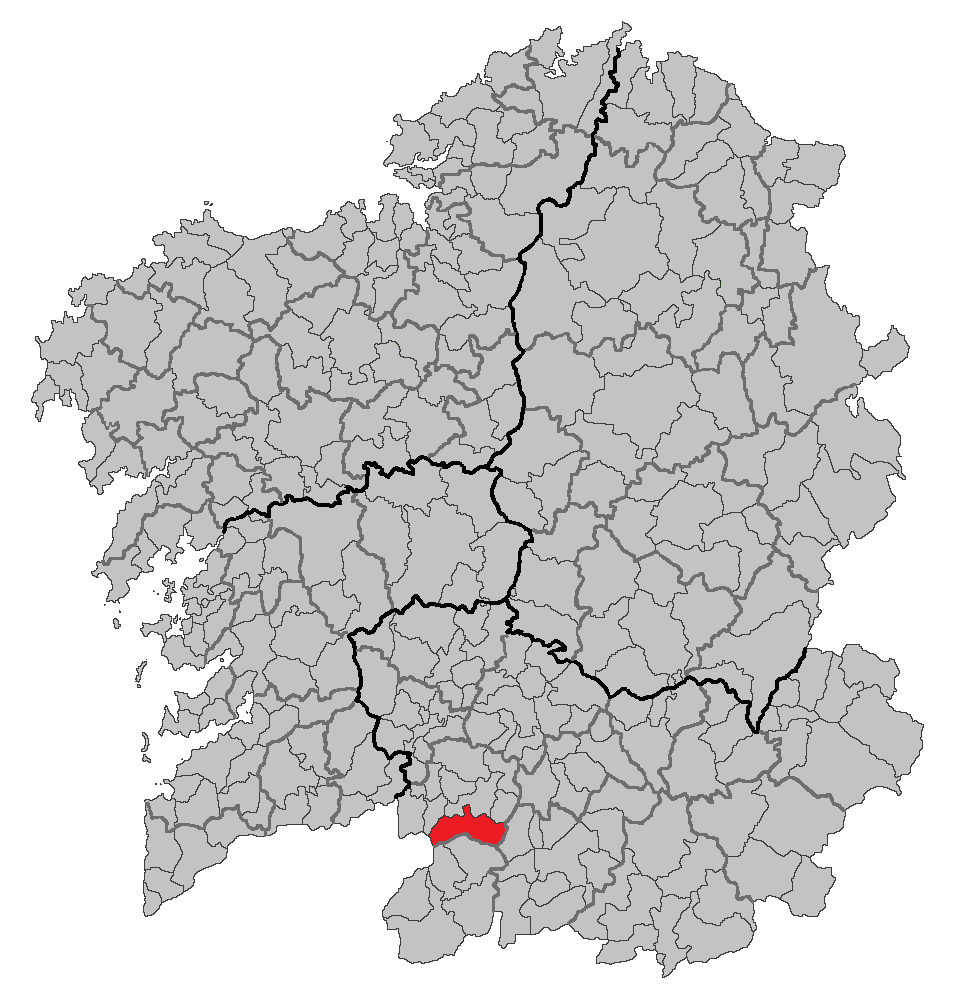
Localização de Vereia

Vereia (Verea) é um município raiano da Espanha na província 
de Ourense, 
comunidade autónoma da Galiza, de área 94,23 km² com 
população de 1272 habitantes (2007) e densidade populacional de 14,82 hab/km².

## Demografia
| Variação demográfica do município entre 1991 e 2004 | Variação demográfica do município entre 1991 e 2004 | Variação demográfica do município entre 1991 e 2004 | Variação demográfica do município entre 1991 e 2004 |
| --------------------------------------------------- | --------------------------------------------------- | --------------------------------------------------- | --------------------------------------------------- |
| 1991                                                | 1996                                                | 2001                                                | 2004                                                |
| 1845                                                | 1505                                                | 1395                                                | 1398                                                |